# Taranis

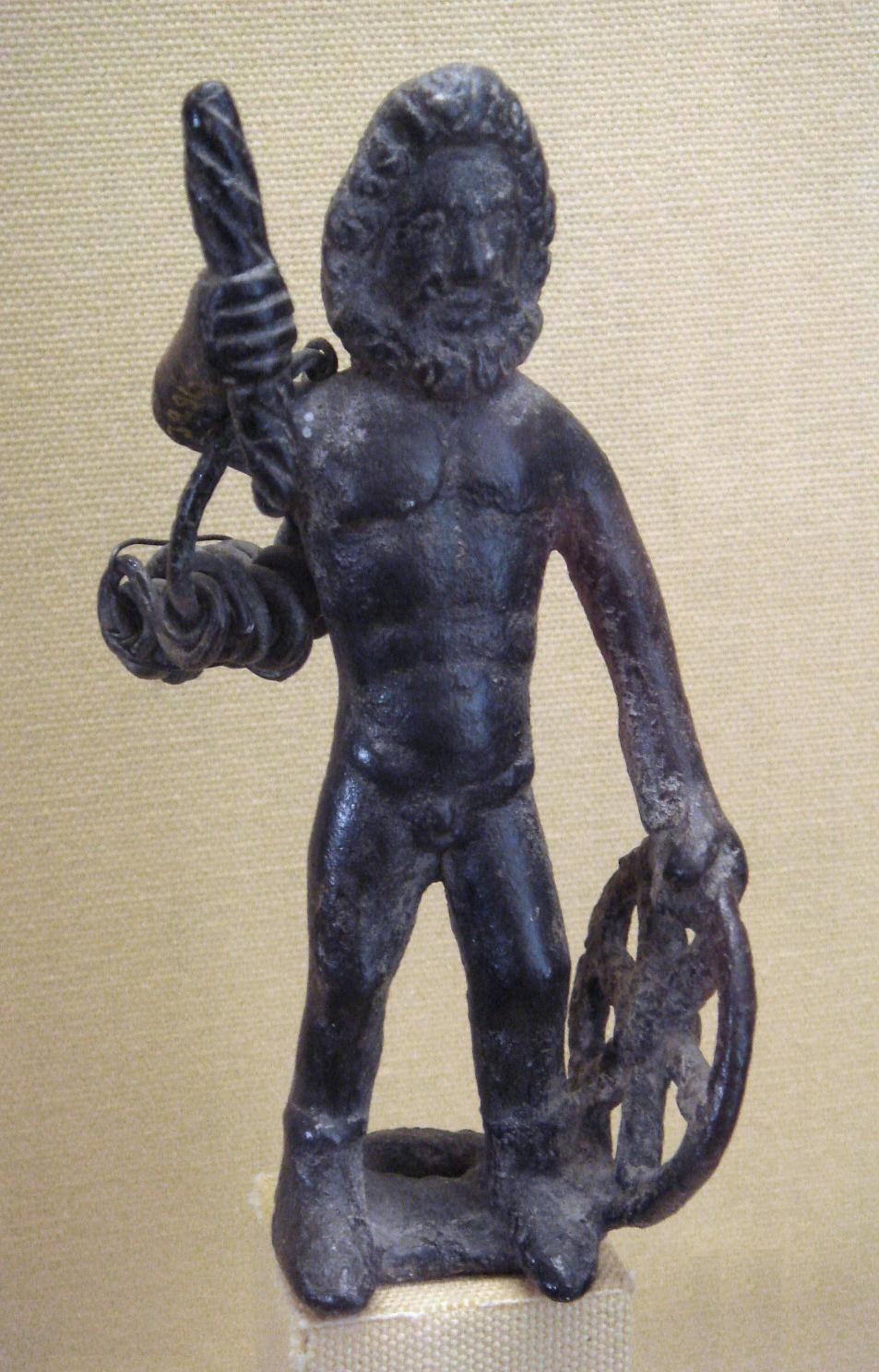
Taranis (Jupiter mit Rad und Donnerkeil), Le Chatelet, Gourzon, Haute, Marne

Taranis ist ein keltischer Gott des Himmels, des Wetters und des Donners. Dem römischen Dichter Lucan zufolge stand er mit Teutates und Esus an der Spitze der keltischen Götterwelt.

## Etymologie des Namens Taranis
Taranis wird allgemein als „der Donnerer“ gedeutet, verwandt sind das walisische „Taran“ und das irische „Torann“ (beides mit der Bedeutung „Donner“). Der Sache und eventuell auch dem Namen nach besteht Verwandtschaft mit dem germanischen Donnergott Donar/Thor. Inschriftlich bezeugte oder aus Inschriften erschlossene Varianten des Namens sind Taranus (als u-Stamm erschlossen aus dem Dativ Ταρανοου einer Inschrift aus Orgon, Bouches-du-Rhône: RIG I G-27); Taranucnus (Rheinland CIL XIII, 6478; wohl „Donner-Sohn“ zu deuten) und Taranucus (Dalmatien CIL III, 2804). In Britannien ist er als IOM TANARO (Chester: The Roman Inscriptions of Britain (RIB) 452) bezeugt.
„Taran“ erscheint außerdem als Personenname verschiedener piktischer Könige. In den walisischen „Vier Zweige des Mabinogi“ ist ein „Taran“ der Vater des Helden Glinnew.

## Taranis in der Tradition Lucans
Die Erwähnung bei Lucan hat nicht primär die keltischen Gottheiten zum Gegenstand, sondern verwendet sie lediglich für eine Umschreibung der Ligurer oder Gallier und hebt dabei die besondere Grausamkeit oder Wildheit ihres Kults hervor:

„et quibus inmitis placatur sanguine diro
Teutates horrensque feris altaribus Esus
et Taranis Scythicae non mitior ara Dianae“

„und ihr, von denen mit entsetzlichem Blut besänftigt wird der grausame
Teutates, und auf wilden Altären die schrecklichen Esus
und Taranis, nicht minder grausam ist der Altar der skythischen Diana“

Der Verweis auf die skythische Diana hat in der älteren Literatur zuweilen den Eindruck entstehen lassen, das Taranis bei Lucan als weibliche Gottheit aufgefasst sei, oder auch die Vermutung, dass es sich bei dem keltischen Namen ursprünglich um ein feminines Appellativ zur Bezeichnung der Donnergottheit gehandelt habe, die dann in eine männliche Gottheit umgedeutet worden sei.
Die Commenta Bernensia (Berner Lukan-Scholien), eine Sammlung von Lucan-Glossen spätantiker Provenienz, die in karolingischer Zeit für den Schulunterricht aufbereitet wurden und in einer Berner Handschrift des 10. Jahrhunderts überliefert sind, steuern zu Taranis Erklärungen aus zwei verschiedenen Überlieferungen bei. Nach der einen entsprach Taranis dem Unterweltgott Dis Pater (d. h. Pluto), und Opfer wurden ihm gebracht, indem Menschen in einer Mulde oder einem Trog aus Holz („in alveo ligneo“) verbrannt wurden. Nach der anderen war er der oberste Gott des Kriegs und des Himmels, den anderen Göttern übergeordnet und mit Jupiter gleichgesetzt, und ihm wurden in älterer Zeit Köpfe von Menschen, später aber von Tieren als Opfer dargebracht.
Die auch inschriftlich mehrfach bezeugte Interpretation als Jupiter würde es nahelegen, in ihm den von Julius Cäsar in De Bello Gallico erwähnten gallischen Jupiter zu sehen, welcher (laut Cäsar) in der Vorstellung der Gallier die himmlischen Kräfte beherrschte. Als Dis Pater hätte man ihn dagegen mit jenem Gott zu identifizieren, von welchem laut Cäsar die Gallier abzustammen glaubten.

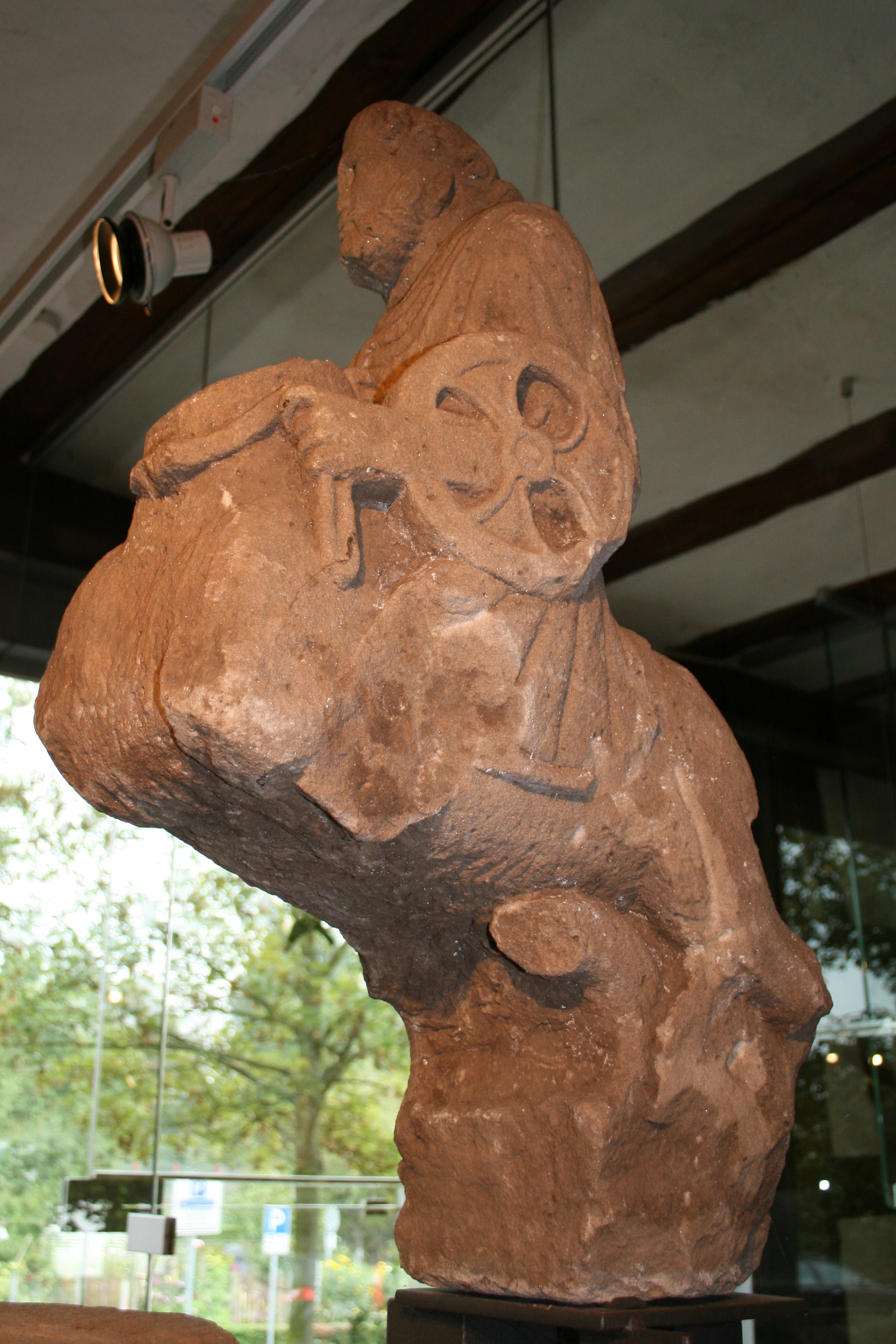
Reiter einer Jupitergigantensäule aus Obernburg am Main (Römermuseum Obernburg), Jupiter mit Rad als Attribut.

## Ikonografie
Im Allgemeinen wird Taranis mit dem keltischen Typus des sogenannten „Radgotts“ identifiziert, der ein Rad oder Radsymbol oder ein Radkreuz in Händen trägt (Die wohl bekannteste Darstellung des „Radgotts“ findet sich auf dem Kessel von Gundestrup, auch wenn der dargestellte Gott dort nur ein halbiertes Rad hält). Spätantike Darstellungen sind deutlich von mediterranen Statuen des Jupiter beeinflusst, die ihn bärtig und mit Donnerkeil zeigen. Berühmt sind vor allem die Darstellungen auf den „Jupitergigantensäulen“. Frühkeltische Darstellungen sind dagegen wesentlich seltener und schwieriger zu identifizieren und werden zumeist anhand des genannten Radsymbols als solche klassifiziert.
Die Deutung des Rads ist nicht eindeutig. Neben dem Rad als Sonnensymbol wurden auch schon Interpretationen als Mondzeichen, jahreszeitliches Symbol, Symbol der Zeit oder Weltordnung oder gar als Kugelblitz vorgeschlagen.

## Kult
Die in der Berner Glosse erwähnte Verbrennung von Menschen hat man mit allgemeineren, nicht speziell auf Taranis bezogenen Nachrichten bei Diodor, Strabon und Poseidonios in Verbindung gebracht, wonach Menschen in großen Weidengeflechten verbrannt wurden. Bei Diodor und Poseidonios ist auch von Brandopfern von Tieren (laut Diodor im Krieg erbeutete Tiere) die Rede. Die geopferten Menschen waren nach Angaben Diodors verurteilte Verbrecher, die auch mit Pfeilen erschossen oder aufgepfählt wurden (d. h., die Verurteilten wurden nicht lebendig verbrannt, sondern nach ihrer Hinrichtung dem Opferfeuer übergeben).